# Alojza
Alojza, Alojzja – imię żeńskie pochodzenia germańskiego.

## Charakterystyka
Imię to jest żeńskim odpowiednikiem imienia Alojzy, łączy się zatem etymologicznie z wyrazem stwniem. alwīsi „wszystko wiedzący, mądry” (por. niem. all „wszystko” oraz weise „mądry”).
W Polsce jest to imię bardzo rzadkie. Wariant Alojza w 2001 roku nosiły 1023 Polki i nie był on nadawany od lat 70. XX wieku; natomiast wariant Alojzja nosiło w tym samym roku 440 kobiet i nie był on nadawany od lat 50. Wśród 531 najczęstszych imion polskich (łącznie męskich i żeńskich) imię Alojza plasowało się w 2001 roku na ostatnim, 531. miejscu.
Alojza / Alojzja imieniny obchodzi 21 czerwca.

## Odpowiedniki w innych językach
Wybrane odpowiedniki:
- angielski: Aloisia, Aloisa, Aloysia
- czeski: Aloisie, Alojzie
- duński: Aloicia
- francuski: Louise
- hiszpański: Aloisa, Aloisia
- łacina: Aloisia
- niemiecki: Aloisia, Alwisa
- niderlandzki: Aloisa, Aloisia
- portugalski: Luiza
- rumuński: Luiza
- słowacki: Alojzia
- słoweński: Alojzija, Lojzka
- węgierski: Alojzia
- włoski: brak

## Znane osoby noszące imię Alojza bądź Alojzja
- Alojza Bucholtz – aktorka i dyrektorka teatrów prowincjonalnych
- Anna Alojza Chodkiewicz – żona hetmana Jana Karola Chodkiewicza
- Alojza Jakowicka – ostatnia właścicielka folwarku Mokrsko
- Alojza Weber (później Lange) – śpiewaczka, pierwsza miłość Mozarta, siostra Konstancji Mozart i Josefy Hofer
- Georgina „Gina” Norberta Johanna Ferdinandine Aloisia Antonia Maria Raphaela von Wilczek – księżna Liechtensteinu
- inne artykuły i przekierowania do artykułów zaczynające się od imienia Alojza • Alojzja